# SSD Parma Calcio 1913
A Società Sportiva Dilettantistica Parma Calcio 1913 (röviden SSD Parma Calcio 1913, korábban Parma Foot Ball Club) egy 2015-ben csődbe ment, majd újraalapított olasz labdarúgócsapat Parmában. Stadionjuk a 21 473 férőhelyes Ennio Tardini stadion. Becenevük a Ducali (Hercegek), Crociati (Keresztesek) és Gialloblu (Sárga-kékek) és Parmigiani.
A Parma 1990-ben debütált a Serie A-ban, és gyorsan megalapozták helyüket az élvonalban. A 90-es években és a 2000-es évek elején a csapat Olaszország legjobb csapatai közt volt számontartva, különösen jók voltak a hazai és európai kupasorozatokban, 1999-ben UEFA-kupát nyertek.

## Sikerei
UEFA-kupa (2):
- Győztes: 1994-95, 1998-99
- Elődöntős: 2004-05

UEFA-szuperkupa:
- Győztes: 1993

UEFA Kupagyőztesek Európa-kupája:
- Győztes: 1992-93
  - Ezüstérmes: 1993-94

 Coppa Italia (3):
- Győztes: 1991-92, 1998-99, 2001-02
  - Ezüstérmes: 1994-95, 2000-01

Olasz szuperkupa:
- Győztes: 1999

 Serie A:
- Ezüstérmes: 1996-97

Serie B: (2)
- Feljutó: 1989-1990, 2008-09

Serie C: (7)

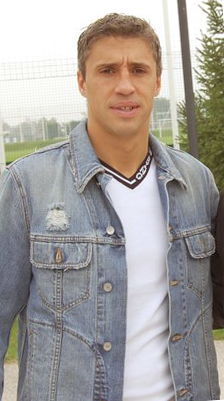
Hernán Crespo A csapat egyik ikonja, nyert három kupát és a klub gól rekordere.

- Feljutó: 1928-29, 1943-44, 1953-54, 1972-73, 1978-79, 1983-84, 1985-86

Serie D:
- Feljutó: 1969-70
- Bajnok: 2015-16

Ciutat de Barcelona Trophy:
- Győztes: 2003

Emilia-Romagna régió, elsőosztály:
- Bajnok: 1928-29

Emilia-Romagna régió, másodosztály:
- Feljutó: 1924-25
  - Ezüstérmes: 1919-20

A kilencvenes években a világ egyik legjobb klubcsapatának számított.

## Serie A
| Szezon  | Hely | M  | Gy | D  | V  | LG | KG | Pont   |
| ------- | ---- | -- | -- | -- | -- | -- | -- | ------ |
| 1990-91 | 5.   | 34 | 13 | 12 | 9  | 35 | 31 | 38     |
| 1991-92 | 6.   | 34 | 11 | 16 | 7  | 32 | 28 | 38     |
| 1992-93 | 3.   | 34 | 16 | 9  | 9  | 47 | 34 | 41     |
| 1993-94 | 5.   | 34 | 17 | 7  | 10 | 50 | 35 | 41     |
| 1994-95 | 3.   | 34 | 18 | 9  | 7  | 51 | 31 | 63     |
| 1995-96 | 5.   | 34 | 16 | 10 | 8  | 44 | 31 | 58     |
| 1996-97 | 2.   | 34 | 18 | 9  | 7  | 41 | 26 | 63     |
| 1997-98 | 5.   | 34 | 15 | 12 | 7  | 55 | 39 | 57     |
| 1998-99 | 4.   | 34 | 15 | 10 | 9  | 55 | 36 | 55     |
| 1999-00 | 5.   | 34 | 16 | 10 | 8  | 52 | 37 | 58     |
| 2000-01 | 4.   | 34 | 16 | 8  | 10 | 51 | 31 | 56     |
| 2001-02 | 10.  | 34 | 12 | 8  | 14 | 43 | 47 | 44     |
| 2002-03 | 5.   | 34 | 15 | 11 | 8  | 55 | 36 | 56     |
| 2003-04 | 5.   | 34 | 16 | 10 | 8  | 57 | 46 | 58     |
| 2004-05 | 17.  | 38 | 10 | 12 | 16 | 48 | 65 | 42     |
| 2005-06 | 7.   | 38 | 12 | 9  | 17 | 46 | 60 | 45     |
| 2006-07 | 12.  | 38 | 10 | 12 | 16 | 41 | 56 | 42     |
| 2007-08 | 19.  | 38 | 7  | 13 | 18 | 42 | 62 | 34     |
| 2009-10 | 8.   | 38 | 14 | 10 | 14 | 46 | 51 | 52     |
| 2010-11 | 12.  | 38 | 11 | 13 | 14 | 38 | 46 | 46     |
| 2011-12 | 8.   | 38 | 15 | 11 | 12 | 54 | 53 | 56     |
| 2012-13 | 10.  | 38 | 13 | 10 | 15 | 45 | 46 | 49     |
| 2013-14 | 6.   | 38 | 15 | 13 | 10 | 58 | 46 | 58     |
| 2014-15 | 20.  | 38 | 6  | 8  | 24 | 33 | 75 | 19(26) |
| 2018-19 | 14.  | 38 | 10 | 11 | 17 | 41 | 61 | 41     |
| 2019-20 | 11.  | 38 | 14 | 7  | 17 | 56 | 57 | 49     |
| 2020-21 | 20.  | 38 | 3  | 11 | 24 | 39 | 83 | 20     |

## Szponzorok
| Mettől meddig | Mez márkája     | Mez szponzor                                          |
| ------------- | --------------- | ----------------------------------------------------- |
| 1981–87       | Umbro           | Prosciutto Parma                                      |
| 1987–95       | Umbro           | Parmalat                                              |
| 1995–98       | Puma            | Parmalat                                              |
| 1998–99       | Lotto           | Parmalat                                              |
| 1999–00       | Champion        | Parmalat                                              |
| 2000–01       | Champion        | Parmalat, Mr Day                                      |
| 2001–02       | Champion        | Joy, Parmalat, Santal                                 |
| 2002–03       | Champion        | Parmalat, Santal                                      |
| 2003–04       | Champion        | Parmalat, Santal, Cariparma                           |
| 2004–05       | Champion        | Champion                                              |
| 2005–06       | Champion, Erreà | Fidenza Village, ABO Project, Tecnocasa, Silver Cross |
| 2006–07       | Erreà           | Gimoka, Play Radio                                    |
| 2007–08       | Erreà           | Kome, Il Granchio, Gondolino, Coreggio                |
| 2008–09       | Erreà           | Banca Monte Parma, Metella                            |
| 2009–12       | Erreà           | Navigare, Banca Monte Parma                           |
| 2012–14       | Erreà           | Vorwerk Folletto, Navigare                            |
| 2015-16       | Erreà           | Navigare, Folletto, Sky Sport HD, Colser              |
| 2016-17       | Erreà           | Aon, Folletto, Viva la Mamma Beretta, Colser          |

## Játékosok
2024. szeptember 7-i állapotnak megfelelően.
| #  |     | Poszt | Név                 |
| -- | --- | ----- | ------------------- |
| 1  | ARG | K     | Leandro Chichizola  |
| 3  | VEN | V     | Yordan Osorio       |
| 4  | HUN | V     | Balogh Botond       |
| 5  | ARG | V     | Lautaro Valenti     |
| 7  | POL | CS    | Adrian Benedyczak   |
| 8  | ARG | KP    | Nahuel Estévez      |
| 9  | CGO | V     | Gabriel Charpentier |
| 10 | ESP | KP    | Adrián Bernabé      |
| 11 | SWE | CS    | Pontus Almqvist     |
| 13 | FRA | CS    | Ange-Yoan Bonny     |
| 14 | SVN | V     | Emanuele Valeri     |
| 15 | ITA | V     | Enrico Delprato ()  |
| 16 | BEL | KP    | Mandela Keita       |
| 19 | SUI | KP    | Simon Sohm          |
| 20 | FRA | KP    | Antoine Hainaut     |

| #  |     | Poszt | Név                                                 |
| -- | --- | ----- | --------------------------------------------------- |
| 22 | ITA | CS    | Matteo Cancellieri (kölcsönben az Lazio csapatától) |
| 23 | CIV | KP    | Drissa Camara                                       |
| 25 | FRA | V     | Wylan Ciprien                                       |
| 26 | ITA | KP    | Woyo Coulibaly                                      |
| 27 | BRA | KP    | Hernani                                             |
| 28 | ROU | KP    | Valentin Mihăilă                                    |
| 31 | JPN | K     | Szuzuki Zaion                                       |
| 39 | AUS | V     | Alessandro Circati                                  |
| 40 | ITA | K     | Edoardo Corvi                                       |
| 46 | ITA | V     | Giovanni Leoni                                      |
| 61 | TUN | CS    | Anasz Hadzs Mohamed                                 |
| 62 | POL | CS    | Mateusz Kowalski                                    |
| 77 | ITA | V     | Gianluca Di Chiara                                  |
| 98 | ROU | KP    | Dennis Man                                          |

### Visszavonultatott mez
12 – A 2002–03 szezon óta, ezzel megköszönve, hogy a Parma FC szurkolói 12. emberként mindig ott voltak a csapat mögött.
6 - Alessandro Lucarelli

## Klub tisztviselők

### Korábbi elnökök
| Név                             | Mettől meddig    |
| ------------------------------- | ---------------- |
| Violi, Porcelli and Spaggiari   | 1913–14          |
| Carlo Melli and Alberto Poletti | 1914–15          |
| Ing. Tedeschi                   | 1919–20          |
| Conte L. Lusignani              | 1920–21          |
| Ennio Tardini                   | 1921–23          |
| Gabbi                           | 1923–24          |
| Giuseppe Muggia and Amoretti    | 1924–25          |
| Aldo Ortali                     | 1925–26          |
| Giovanni Canali                 | 1926–28          |
| Emilio Grossi                   | 1928–29, 1935–36 |
| Giuseppe Amoretti               | 1929–30          |
| Cesare Minelli                  | 1930–35          |
| Filippo Bonati                  | 1936–37          |
| Nino Medioli                    | 1937–38          |
| Medardo Ghini                   | 1938–40          |
| Giuseppe Scotti                 | 1940–43          |
| Giorgio Zanichelli              | 1945–46          |
| Raimondo Bortesi                | 1946–47          |
| Amerigo Ghirardi                | 1947–48          |
| Bruno Avanzini                  | 1948–51          |

| Név                                             | Mettől meddig |
| ----------------------------------------------- | ------------- |
| Bonifazio Lupi di Soragna                       | 1951–53       |
| Umberto Agnetti, Del Frate, Campanini and Viani | 1953–54       |
| Fabrizio Cartolari                              | 1954–58       |
| Giuseppe Agnetti                                | 1958–65       |
| Walter Molinari                                 | 1965–66       |
| Gino Camorali                                   | 1966–67       |
| Vittorio Blarzino                               | 1967–68       |
| Zanichelli and Pizzighoni                       | 1968–69       |
| Ermes Foglia                                    | 1969–73       |
| Arnaldo Musini                                  | 1973–76       |
| Ernesto Ceresini                                | 1976–90       |
| Fulvio Ceresini                                 | 1990          |
| Giorgio Pedraneschi                             | 1990–96       |
| Stefano Tanzi                                   | 1996–04       |
| Enrico Bondi                                    | 2004, 2006–07 |
| Guido Angiolini                                 | 2004–06       |
| Tommaso Ghirardi                                | 2007–14       |
| Fabio Giordano, Emir Kodra, Giampietro Manenti  | 2014-15       |
| Nevio Scala                                     | 2015-16       |
| Marco Ferrari                                   | 2016-         |

### Korábbi edzők
Az alábbi listában megtalálhatóak a Parma vezetőedzői, az 1. világháborútól napjainkig:
- Violi, Porcelli és Spaggiari  1919–20
- Percy Humphrey  1920–21
- Riebe  1921–23
- Guido Ara  1923–24
- Gabbi and Forlivesi  1924–25
- Carlo Achatzi  1925–26
- Ghini és Stuardt   1926–27
- Emili Grossi  1927–28
- Raoul Violi  1928–29
- Emili Grossi  1929–30
- Halmos Armand   1930–31
- Emili Grossi  1931–32
- Crotti  1932–33
- Tito Mistrali  1933–36
- Alfredo Mattioli  1936–37
- Elvio Banchero  1937–38
- Pál Szalaj  1938–39
- József Wereb  1939–40
- Alfredo Mattioli  1940–42
- Italo Defendi  1942–43
- Giuseppe Ferrari  1945–46
- Renato Cattaneo, Lombatti,
 Frione és Mistrali  1946–47
- Dentelli, Giovanni Mazzoni,
 Dietrich és Tagliani  1947–48
- Renato Cattaneo, Giuberti,
 Mistrali, Giuseppe Ferrari,
 Lombatti és Carlo Rigotti  1948–49
- Carlo Rigotti  1949–50
- Giovanni Mazzoni, Boni
 és Mattioli  1950–51
- Paolo Tabanelli  1951–53
- Carlos Alberto Quario  1953–54
- Ivo Fiorentini  1954–56
- Oliveri és Giuberti  1956–57
- Čestmír Vycpálek  1956–58
- Guido Mazetti  1958–60
- Mario Genta  1960–62
- Canforini  1962–63
- Diotallevi és Arnaldo Sentimenti  1963–64
- Oliveri és Giuberti  1956–57
- Bruno Arcari  1964–65
- Ivan Corghi  1965–66
- Dante Boni  1965–67
- Giancarlo Vitali  1967–68
- Dante Boni  1968–69
- Giancarlo Vitali  1969–70
- Stefano Angeleri  1970–72
- Antonio Soncini  1972
- Giorgio Sereni  1973–74
- Renato Gei  1974–75
- Giovanni Meregalli  1975–76
- Tito Corsi  1976–77
- Bruno Mora  1977
- Gianni Corelli és Visconti  1977–78
- Graziano Landoni  1978
- Cesare Maldini  1978–80
- Domenico Rosati  1980–81
- Giorgio Sereni  1981
- Giancarlo Danova  1981–83
- Bruno Mora  1983
- Marino Perani  1983–85
- Flaborea  1985
- Pietro Carmignani  1985
- Arrigo Sacchi  1985–87
- Zdeněk Zeman  1987
- Giampieri Vitali  1987–89
- Nevio Scala  1989–96
- Carlo Ancelotti  1996–98
- Alberto Malesani  1998–01
- Renzo Ulivieri  2001
- Daniel Passarella  2001
- Arrigo Sacchi  2001
- Pietro Carmignani  2001–02
- Cesare Prandelli  2002–04
- Silvio Baldini  2004–05
- Pietro Carmignani  2005
- Mario Beretta  2005–06
- Stefano Pioli  2006–07
- Claudio Ranieri  2007
- Domenico Di Carlo  2007–08
- Héctor Cúper  2008
- Andrea Manzo  2008
- Luigi Cagni  2008
- Francesco Guidolin  2008–10
- Pasquale Marino  2010–11
- Franco Colomba  2011–12
- Roberto Donadoni  2012-2015
- Luigi Apolloni  2015–2016
- Roberto D’Aversa 2016–2020
- Fabio Liverani 2020–2021
- Roberto D’Aversa 2021

## Rekordok

### Legtöbb lőtt gól (Serie A)
| Nemzetiség | Név                   | Rúgott gólok |
| ---------- | --------------------- | ------------ |
| argentin   | Hernan Crespo         | 72 gól       |
| olasz      | Alberto Gilardino     | 50 gól       |
| olasz      | Gianfranco Zola       | 49 gól       |
| olasz      | Marco Di Vaio         | 41 gól       |
| olasz      | Alessandro Melli      | 40 gól       |
| olasz      | Enrico Chiesa         | 33 gól       |
| kolumbia   | Faustino Asprilla     | 28 gól       |
| brazil     | Adriano Leite Ribeiro | 23 gól       |
| olasz      | Sebastian Giovinco    | 22 gól       |
| olasz      | Dino Baggio           | 20 gól       |
| svéd       | Tomas Brolin          | 20 gól       |
| horvát     | Igor Budan            | 20 gól       |
| ausztrália | Mark Bresciano        | 19 gól       |
| horvát     | Mario Stanić          | 19 gól       |

### Legtöbb mérkőzés (Serie A)
| Nemzetiség | Név                  | Mérkőzés |
| ---------- | -------------------- | -------- |
| olasz      | Antonio Benarrivo    | 258      |
| olasz      | Fabio Cannavaro      | 212      |
| olasz      | Luigi Apolloni       | 204      |
| olasz      | Antonio Mirante      | 204      |
| olasz      | Alessandro Lucarelli | 192      |
| argentin   | Néstor Sensini       | 191      |
| olasz      | Lorenzo Minotti      | 183      |
| olasz      | Luca Bucci           | 176      |
| olasz      | Dino Baggio          | 172      |
| olasz      | Gianluigi Buffon     | 168      |
| francia    | Lilian Thuram        | 163      |
| argentin   | Hernán Crespo        | 158      |
| olasz      | Alessandro Melli     | 151      |
| svéd       | Tomas Brolin         | 148      |
| olasz      | Massimo Crippa       | 147      |
| olasz      | Luca Bucci           | 145      |
| francia    | Sébastien Frey       | 132      |

## Korábbi jelentős játékosok
| Olaszország - Carlo Ancelotti (1977-1979) - Luigi Apolloni (1987-1999) - Dino Baggio (1994-2000) - Marco Ballotta (1991-1994) - Simone Barone (1997-2004) - Antonio Benarrivo (1991-2004) - Nicola Berti (1982-1985) - Daniele Bonera (2002-2006) - Luca Bucci (1986-1990, 1993-1997 és 2005-2008) - Gianluigi Buffon (1995-2001) - Fabio Cannavaro (1995-2002) - Enrico Chiesa (1996-1999) - Luca Cigarini (2005-2008) - Massimo Crippa (1993-1998) - Daniele Dessena (2004-2008) - Alberto Di Chiara (1991-1996) - Marco Di Vaio (1999-2002) - Stefano Fiore (1996-1997) - Diego Fuser (1998-2001) - Alberto Gilardino (2002-2005) - Filippo Inzaghi (1995-1996) - Marco Marchionni (2001-2006) - Alessandro Melli (1985-1994 és 1995-1997) - Lorenzo Minotti (1987-1996) - Domenico Morfeo (2003-2008) - Roberto Mussi (1984-1987 és 1994-1999) - Marco Osio (1987-1993) - Gabriele Pin (1983-1985 és 1992-1996) - Fausto Pizzi (1989-1990 és 1992-1993) - Giuseppe Rossi (2007) - Gianfranco Zola (1993-1996) - Daniele Zoratto (1988-1995) - Cristian Panucci (2009-2010) Argentína - Abel Balbo (1998-1999) - Hernán Crespo (1996-2000 és 2010-2012) - Ariel Ortega (1999-2000) - Roberto Néstor Sensini (1993-1999 és 2000-2002) - Juan Sebastián Verón (1998-1999) - Luciano Galletti (1999) Ausztrália - Mark Bresciano (2002-2006) - Vince Grella (2002-2007) Belgium - Georges Grün (1990-1994) - Johan Walem (1999-2000) | Bosznia-Hercegovina - Zlatan Muslimović (2005-2006) Bulgária - Hriszto Sztoicskov (1995-1996) Brazília - Adaílton (1997-1998) - Adriano (2002-2004) - Márcio Amoroso (1999-2001) - Junior (1999-2005) - Fábio Simplício (2004-2006) - Cláudio Taffarel (1990-1993 és 2001-2002) Kamerun - Patrick M'Boma (1999-2001) Kolumbia - Faustino Asprilla (1992-1996 és 1998-1999) Horvátország - Mario Stanić (1996-2000) Franciaország - Alain Boghossian (1998-2003) - Sébastien Frey (2001-2005) - Sabri Lamouchi (2000-2003) - Johan Micoud (2000-2002) - Lilian Thuram (1996-2001) - Ousmane Dabo (1999-2000) Ghána - Stephen Appiah (2000-2003) Japán - Nakata Hidetosi (2001-2004) Portugália - Sérgio Conceição (2000-2002) - Fernando Couto (1994-1996 és 2005-2008) Románia - Adrian Mutu (2002-2003) Szenegál - Ferdinand Coly (2005-2008) Szerbia - Savo Milošević (2000-2001) Svédország - Tomas Brolin (1990-1995 és 1997) - Jesper Blomqvist (1997-1998) Törökország - Hakan Şükür (2002) |

- Lásd még: Kategória: A Parma labdarúgói

## Mezek
A klub eredetileg fehér mezt viselt, elől fekete kereszttel; ez a mostani mezük összeállítása is. 1998-tól 2004-ig sárga és tengerészkék csíkos mezt viseltek. Ebben az időban a csapat sikeres volt, többek közt UEFA-kupát is nyertek, és több nagynevű játékos is játszott itt. Ezért ez a színösszeállítás azonosult a Parmával, bár nemrég visszatértek a hagyományos színeikhez.
Parma város hagyományos színei a sárga és a kék.

## Női csapat
A női szakosztály 2018-ban jött létre. A negyedosztályban kezdték meg működésüket, és egészen 2022-ig ebben az osztályban szerepeltek. A 2021–2022 szezonban bajnokként jutottak fel a Serie C-be, azonban pár héttel később Kyle Krause klubtulajdonos bejelentette, hogy a Krause Group megvásárolta az Empoli Ladies Serie A-s licencét, és a 2022–23-as szezontól élvonalbeli tagsággal rendelkeznek.

## Külső hivatkozások
- Hivatalos weboldal (olaszul) / (angolul)
- A Parma F.C. története (olaszul)
- Parma statisztika Archiválva 2007. február 16-i dátummal a Wayback Machine-ben (angolul)
- Parma Archiválva 2012. március 14-i dátummal a Wayback Machine-ben at Serie A (olaszul)
- Parma at Football Italia (angolul)
- Parma Archiválva 2011. február 1-i dátummal a Wayback Machine-ben at ESPN Soccernet (angolul)